# Lotus Europa S
Lotus Europa S (Type 121) — спортивный автомобиль, выпускавшийся британской компанией Lotus Cars с 2006 по 2010 год. Он имеет заднюю среднемоторную, заднеприводную компоновку. Lotus Europa S является более комфортным вариантом Lotus Elise и Lotus Exige.
Europa S отличается увеличенным багажником, большей шумоизоляцией и более лёгким доступом в салон благодаря более низким бортам шасси и более высокой линии крыши. Europa S включает в себя такие удобства, как кондиционер, звуковая система, кожаный салон и ковровое покрытие в салоне в качестве стандартного оборудования, отражающего его характер Gran Turismo.

## Технические характеристики
Масса Lotus Europa S составляет всего 995 кг за счёт экструдированного и склеенного алюминиевого шасси с композитными панелями кузова и передней частью.
Europa S является производной от Lotus Elise и Exige в той степени, что автомобили имеют вариации одного и того же алюминиевого шасси, но в то же время Europa S имеет отдельное кодовое обозначение (Type 121), отчасти из-за более длинного шасси и совершенно нового дизайна. Автомобиль оснащён 2,0-литровым рядным четырёхцилиндровым двигателем GM Z20LER Ecotec с турбонаддувом мощностью 147 кВт (190 л. с.) при 5400 об/мин и крутящим моментом 272 Н⋅м в паре с шестиступенчатой механической трансмиссией Getrag M32. Это позволяет автомобилю разгоняться до 97 км/ч примерно за 5,5 сек., а до 161 км/ч — примерно за 13,8 сек. Europa S может развивать максимальную скорость 230 км/ч.

## Europa SE
Продажи Lotus Europa S были безуспешны. В связи с этим, технический директор Lotus Роджер Беккер взял на себя ответственность за программу разработки автомобиля, и был запущен вариант Europa SE, заменивший Europa S.
Lotus Europa SE был представлен в 2008 году на Женевском автосалоне. Мощность двигателя увеличена до 165 кВт (222 л. с.), а крутящий момент — до 300 Н⋅м.

## Галерея
- Lotus Europa S
- Lotus Europa SE
- Вид сзади